# Golden Globe de la meilleure actrice dans un second rôle dans une série musicale, comique ou dramatique
Le Golden Globe de la meilleure actrice dans un second rôle dans une série musicale, comique ou dramatique (Golden Globe Award for Best Supporting Actress in a Television Series/Musical-Comedy or Drama) est une récompense télévisuelle décernée depuis 2023 par la Hollywood Foreign Press Association
Elle remplace le Golden Globe de la meilleure actrice dans un second rôle dans une série, une mini-série ou un téléfilm qui est désormais remplacé par deux nouvelles catégories :
- Golden Globe de la meilleure actrice dans un second rôle dans une série musicale, comique ou dramatique (Golden Globe Award for Best Supporting Actress in a Television Series/Musical-Comedy or Drama)
- Golden Globe de la meilleure actrice dans un second rôle dans une mini-série, une anthologie ou un téléfilm (Golden Globe Award for Best Supporting Actress in a Limited Series/Anthology or Motion Picture Made for Television)

## Palmarès
Note : le symbole « ♕ » rappelle le gagnant de l'année précédente (si nomination).

### Années 2020
- 2023 : Julia Garner pour le rôle de Ruth Langmore dans Ozark
  - Elizabeth Debicki pour le rôle de Diana Spencer dans The Crown
  - Hannah Einbinder pour le rôle de Ava Daniels dans Hacks
  - Janelle James pour le rôle de Ava Coleman dans Abbott Elementary
  - Sheryl Lee Ralph pour le rôle de Barbara Howard dans Abbott Elementary